# Saint Marc prêchant à Alexandrie
Saint Marc prêchant à Alexandrie (en italien, Predica di san Marco ad Alessandria d'Egitto) est un tableau commencé par le peintre italien Gentile Bellini en 1504, continué par son frère Giovanni Bellini en 1507. Le tableau fait partie d'un cycle consacré à la vie de saint Marc, lequel a été achevé environ 60 ans plus tard par Giorgione et Le Tintoret. Cette peinture à l'huile sur toile représente saint Marc et son auditoire pendant un prêche à Alexandrie, la ville de son séjour et de sa mort en Égypte. 
Destinée à l'origine à la salle de la Scuola Grande di San Marco, sa surface de 26 m2 en fait l'une des plus grandes toiles existantes. Parmi les nombreux personnages vénitiens représentés, les membres de la Scuola Grande, quelques dignitaires et personnalités de la ville à l'aube du XVIe siècle, on reconnaît le portrait portant couronne de laurier, dans le groupe d'hommes au premier plan sur la droite, de Dante Alighieri, le tout dans un décor architectural de la représentation d'Alexandrie y mêlant celle de Venise (montagnes, basilique), les Vénitiens contemporains et les Égyptiens mamelouks.
Elle est conservée à la pinacothèque de Brera, à Milan, en Lombardie depuis 1809.